# Matthias Ostrzolek
Matthias Ostrzolek (Bochum, 5 juni 1990) is een Duits-Pools voetballer die doorgaans speelt als linksback. In juli 2023 verruilde hij VfB Hallbergmoos voor Schwaben Augsburg.

## Clubcarrière
Ostrzolek begon met voetballen bij het plaatselijke WSV Bochum. Op zijn zevende vertrok hij naar het grotere VfL Bochum, waar hij tot zijn twintigste de jeugdopleiding doorliep. In 2010 maakte hij zijn debuut voor het eerste elftal van Bochum. Na anderhalf jaar in het eerste van Bochum verkaste Ostrzolek naar FC Augsburg. Twee jaar later maakte hij de overstap naar Hamburger SV, dat hem voor circa tweeënhalf miljoen euro overnam. Bij HSV speelde de vleugelverdedigr drie seizoenen, waarin hij telkens meer dan vijfentwintig competitiewedstrijden per seizoen speelde. In de zomer van 2017 verkaste Ostrzolek naar Hannover 96, waar hij zijn handtekening zette onder een verbintenis voor de duur van drie seizoenen. In januari 2021 tekende hij voor anderhalf jaar bij Admira Wacker. Na het aflopen van dit contract zat Ostzolek ruim een half seizoen zonder club, waarna hij voor VfB Hallbergmoos ging spelen. De zomer daarop verkaste de verdediger naar Schwaben Augsburg, waar hij ook assistent-trainer werd.

## Clubstatistieken
| Seizoen | Club              | Competitie          | Competitie | Competitie | Beker | Beker | Internationaal | Internationaal | Totaal | Totaal |
| Seizoen | Club              | Competitie          | Wed.       | Dlp.       | Wed.  | Dlp.  | Wed.           | Dlp.           | Wed.   | Dlp.   |
| ------- | ----------------- | ------------------- | ---------- | ---------- | ----- | ----- | -------------- | -------------- | ------ | ------ |
| 2010/11 | VfL Bochum        | 2. Bundesliga       | 19         | 0          | 0     | 0     | —              | —              | 19     | 0      |
| 2011/12 | VfL Bochum        | 2. Bundesliga       | 16         | 0          | 1     | 0     | —              | —              | 17     | 0      |
| 2011/12 | FC Augsburg       | Bundesliga          | 12         | 0          | 0     | 0     | —              | —              | 12     | 0      |
| 2012/13 | FC Augsburg       | Bundesliga          | 25         | 0          | 2     | 0     | —              | —              | 27     | 0      |
| 2013/14 | FC Augsburg       | Bundesliga          | 33         | 0          | 2     | 0     | —              | —              | 35     | 0      |
| 2014/15 | Hamburger SV      | Bundesliga          | 27         | 0          | 1     | 0     | —              | —              | 28     | 0      |
| 2015/16 | Hamburger SV      | Bundesliga          | 32         | 0          | 1     | 0     | —              | —              | 33     | 0      |
| 2016/17 | Hamburger SV      | Bundesliga          | 24         | 1          | 4     | 0     | —              | —              | 28     | 1      |
| 2017/18 | Hannover 96       | Bundesliga          | 27         | 0          | 1     | 0     | —              | —              | 28     | 0      |
| 2018/19 | Hannover 96       | Bundesliga          | 18         | 0          | 1     | 0     | —              | —              | 19     | 0      |
| 2019/20 | Hannover 96       | 2. Bundesliga       | 7          | 0          | 0     | 0     | —              | —              | 7      | 0      |
| 2020/21 | Admira Wacker     | Bundesliga          | 15         | 0          | 0     | 0     | —              | —              | 15     | 0      |
| 2021/22 | Admira Wacker     | Bundesliga          | 22         | 0          | 1     | 0     | —              | —              | 23     | 0      |
| 2022/23 | VfB Hallbergmoos  | Regionalliga Süd    | 8          | 1          | 0     | 0     | —              | —              | 8      | 1      |
| 2023/24 | Schwaben Augsburg | Regionalliga Süd    | 34         | 0          | 1     | 0     | —              | —              | 35     | 0      |
| 2024/25 | Schwaben Augsburg | Regionalliga Bayern | 31         | 0          | 1     | 0     | —              | —              | 32     | 0      |
| Totaal  | Totaal            | Totaal              | 352        | 2          | 16    | 0     | 0              | 0              | 368    | 2      |

Bijgewerkt op 22 juli 2025.